# Xerraire dels búguns
El xerraire dels búguns (Liocichla bugunorum) és un ocell de la família dels leiotríquids (Leiothrichidae).

## Hàbitat i distribució
Habita el sotabosc, matolls i pastures d'Arunachal Pradesh, al nord-est de l'Índia.